# Szilágyi A. János
Szilágyi A. János (Budapest, 1958 – Budapest, 2007. március 3.) újságíró.

## Életútja
Az Eötvös Loránd Tudományegyetemen szerzett történelem–könyvtár szakos diplomát. Pályafutását tanárként kezdte, majd 1990-ben a Magyar Hírlap munkatársa lett. Kezdetben korrektorként dolgozott, majd a belpolitikai rovathoz került, ahol elsősorban környezetvédelmi témákról írt, de oktatásügyi és kulturális örökségvédelmi témákról is tudósított.

## Díjai, elismerései
Munkájáért 1996-ban környezetvédelmi miniszteri elismerő oklevelet kapott. 2007-ben posztumusz Dercsényi Dezső-sajtódíjjal és Zöld Toll díjjal tüntették ki.

## Emlékezete
Emlékére 2007-ben sajtószakmai díjat alapítottak.